# Muara Boe
Muara Boe är en flodmynning i Indonesien.   Den ligger i provinsen Sulawesi Tengah, i den centrala delen av landet, 1 600 km öster om huvudstaden Jakarta. Muara Boe ligger 508 meter över havet. Den ligger vid sjön Danau Poso.
Terrängen runt Muara Boe är kuperad åt sydväst, men åt nordost är den platt. Runt Muara Boe är det ganska tätbefolkat, med 58 invånare per kvadratkilometer. I omgivningarna runt Muara Boe växer i huvudsak städsegrön lövskog.